# Rapotice

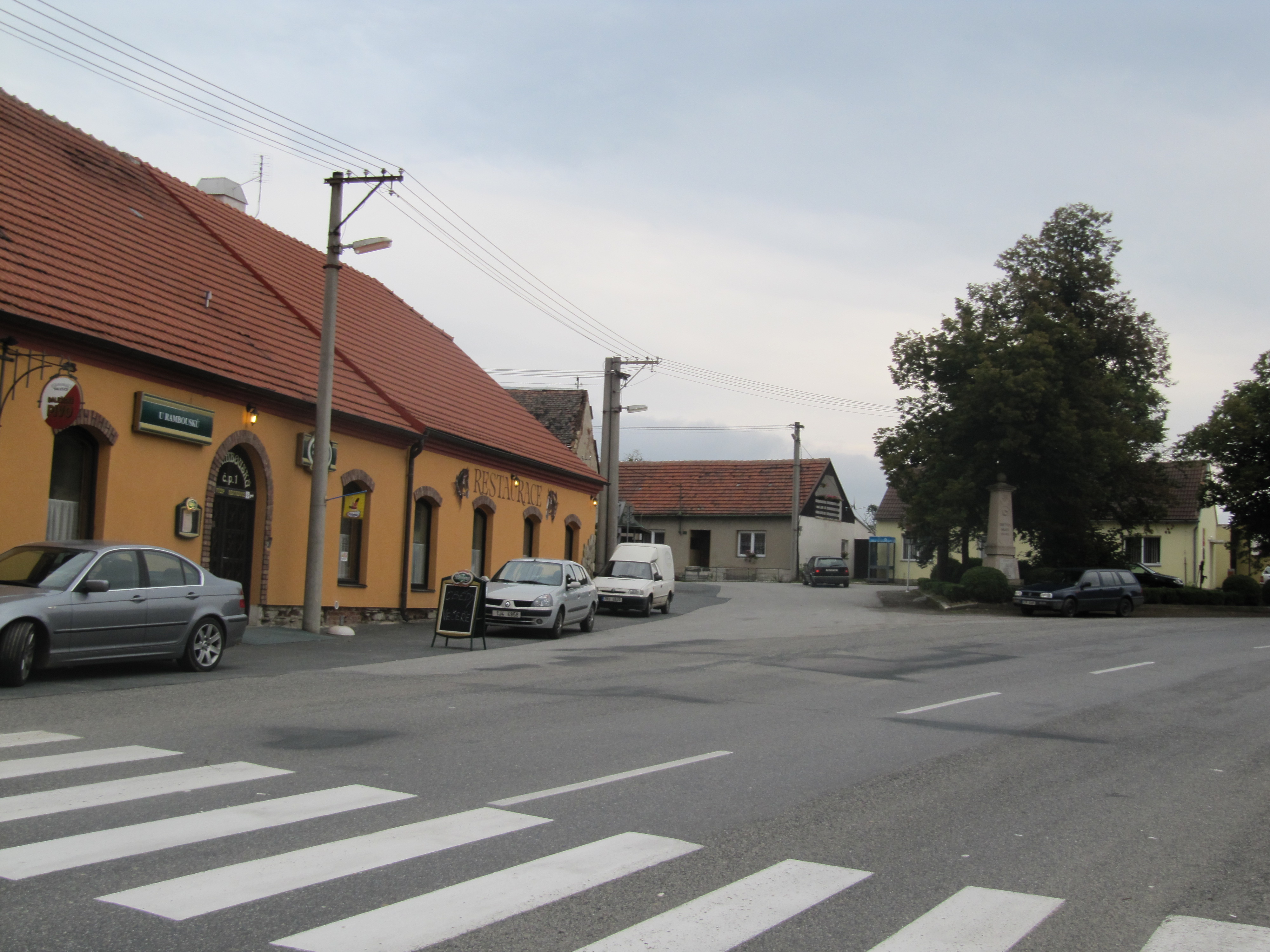
Ortszentrum

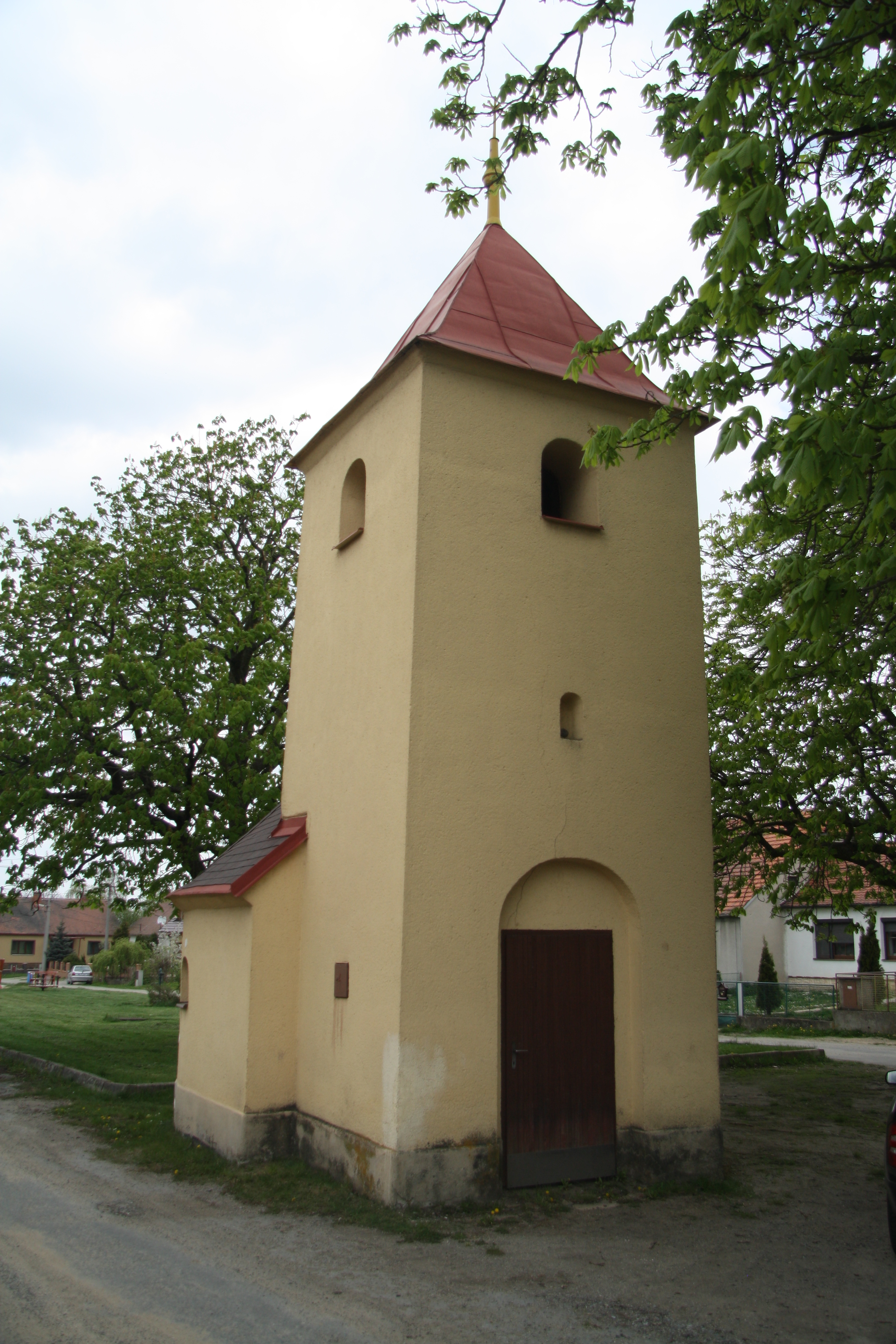
Kapelle Himmelfahrt des Herrn

Rapotice (deutsch Rapotitz) ist eine Gemeinde in Tschechien. Sie liegt sieben Kilometer östlich von Náměšť nad Oslavou und gehört zum Okres Třebíč.

## Geographie
Rapotice befindet sich auf einer Anhöhe der Jevišovická pahorkatina (Jaispitzer Hügelland), einem Subsystem der Böhmisch-Mährischen Höhe. Westlich des Dorfes entspringt der Bach Sudický potok. Im Osten erhebt sich der Rapotický kopec (523 m n.m.). Durch Rapotice führt die Staatsstraße I/23 zwischen Náměšť nad Oslavou und Rosice, von der im Ort die II/393 nach Ivančice abzweigt. Am südlichen Ortsrand verläuft die Bahnstrecke Střelice–Okříšky. Nördlich – jedoch außerhalb des Katasters – liegt das Gefängnis Rapotice.
Nachbarorte sind Újezd u Rosic im Norden, Březina und Zbraslav im Nordosten, Příbram na Moravě im Osten, Vysoké Popovice und Lukovany im Südosten, Ketkovice im Süden, Sudice im Südwesten, Kralice nad Oslavou im Westen sowie Otradice, Horní Lhotice und Lesní Jakubov im Nordwesten.

## Geschichte
Der Überlieferung nach soll das Dorf bereits im Jahre 1086 bestanden haben und nach seinem Gründer Rapota benannt sein. Die erste schriftliche Erwähnung von Rapoticz erfolgte im Jahre 1101 in der Gründungsurkunde des Benediktinerklosters Maria Himmelfahrt in Třebíč. 1225 wurde das Zisterzienserinnenkloster Vallis sanctae Mariae in Oslavany im Zuge eines Gütertausches Besitzer von Rapotice. In der Mitte des 13. Jahrhunderts erwarb der Templerorden das Dorf und schlug es seiner Kommende Jamolice, später der Burg Tempelstein zu. In dieser Zeit entstand wahrscheinlich auch die Burg Levnov. Im Jahre 1304 verwüsteten die Kumanen Rapotice und Zašov; die Feste Rapotice wurde dabei zerstört. Das Dorf Zašov erlosch. Es wird angenommen, dass nach der Zerschlagung des Templerordens im Jahre 1312 auch die zuvor den Templern untertänigen umliegenden Dörfer Rapotice, Čučice, Ketkovice und Sudice bis zum Erlöschen des Geschlechts von Lewnow zur Burgherrschaft Levnov gehörten. In der Mitte des 15. Jahrhunderts verschrieb König Georg von Podiebrad das Gut Rapotice anlässlich der Heirat mit Heinrich von Leipa († 1469) zusammen mit der Stadt Eibenschütz seiner Tochter Barbara als Mitgift. Deren Sohn Berchtold von Leipa verpfändete 1476 die Stadt Eibenschitz, das Städtchen Rochwan und die Dörfer Leipertitz, Herzmanitz, Ketkowitz, Czuczitz und Rapotitz sowie die Teiche der wüsten Burg Rabstein an Wilhelm  von Pernstein. Im Jahre 1477 brach zwischen den Pfarrern von Czuczitz und Popowitz ein Streit um den Rapotitzer Zehnt aus, der vor dem Brünner Landesgericht geführt wurde. 1496 verpfändete Wilhelm von Pernstein die Eibenschitzer Güter 1496 für 2200 Schock Groschen und 800 Dukaten an Berchtolds Sohn, seinen Schwiegersohn Heinrich von Leipa († 1512). Nach Heinrichs frühzeitigem Tod übertrug Wilhelm von Pernstein 1512 den Genuss der Pfandgüter auf dessen Sohn Johann von Leipa, der schließlich von seinem anderen Großvater Berchtold von Leipa auch die Burg Krumlov erbte. Damit wurden die Eibenschützer Güter mit der Herrschaft Krumlov vereinigt. Nach der Schlacht am Weißen Berg wurden 1621 sämtliche Güter des Berthold Bohuslaw (Bohubud) von Leipa, der ein Anführer der mährischen Stände war, konfisziert. 1624 kaufte Gundaker von Liechtenstein die Herrschaft Krumlov. 
Im Jahre 1835 bestand das im Znaimer Kreis an der Handelsstraße von Trebitsch nach Brünn gelegene Dorf Rapotitz bzw. Rapotice aus 36 Häusern, in denen 238 Personen lebten. Im Ort gab es ein Wirtshaus. Ein Großteil der Einwohner arbeitete in der Namieschter Tuchfabrik. Pfarrort war Czutschitz. Bis zur Mitte des 19. Jahrhunderts blieb Rapotitz der Fideikommiss-Primogeniturherrschaft Mährisch-Krummau untertänig.
Nach der Aufhebung der Patrimonialherrschaften bildete Rapotice / Rapotitz ab 1849 einen Ortsteil der Gemeinde Sudice im Gerichtsbezirk Namiest. Ab 1869 gehörte das Dorf zum Bezirk Trebitsch. Zu dieser Zeit hatte Rapotice 287 Einwohner und bestand aus 41 Häusern. Im Jahre 1882 löste sich Rápotice von Sudice los und bildete eine eigene Gemeinde. Zwischen 1883 und 1885 entstand südlich des Dorfes die Sekundärbahn Segen Gottes–Okříschko. 1886 wurde in Rapotice eine Dorfschule und ein Postamt eröffnet. Im Jahre 1900 lebten in Rapotice 433 Personen; 1910 waren es 468. 1911 erhielt der Ort eine Gendarmeriestation. Die Freiwillige Feuerwehr wurde 1914 gegründet. Beim Zensus von 1921 lebten in den 80 Häusern der Gemeinde 515 Personen, darunter 512 Tschechen und drei Deutsche. Im Jahre 1930 bestand Rapotice aus 108 Häusern und hatte 594 Einwohner. Von 1939 bis 1945 gehörte Rapotice / Rapotitz zum Protektorat Böhmen und Mähren. 1948 wurde die Gemeinde dem Okres Velká Bíteš zugeordnet. Im Jahre 1950 hatte Rapotice 595 Einwohner. Im Zuge der Gebietsreform und der Aufhebung des Okres Velká Bíteš wurde die Gemeinde am 1. Juli 1960 wieder dem Okres Třebíč zugewiesen. Im April 1989 wurden in den Wäldern nördlich des Dorfes die 9. und 10. Fla-Raketenabteilung Rapotice der 76. Flugabwehrbrigade Rosice u Brna errichtet, die mit sowjetischen Langstreckenraketen S-200 Wega bestückte Stellung war für die Luftverteidigung von Brünn konzipiert. Beim Zensus von 2001 lebten in den 171 Häusern von Rapotice 453 Personen. Nach der Auflösung der Raketenstellung wurden die auf der Gemarkung Lesní Jakubov befindlichen Kasernengebäude am 1. Oktober 2005 von der Armee an die Gefängnisdienste der Tschechischen Republik (VSČR) übertragen und zum Gefängnis Rapotice umgebaut. 

## Sehenswürdigkeiten
- Kapelle Himmelfahrt des Herrn
- Gedenkstein für die Gefallenen des Ersten Weltkriegs
- Gedenkstein für die Opfer des Zweiten Weltkriegs
- mehrere Flurkreuze